# Ludwig Wrede
Ludwig Wrede, född 28 oktober 1894, död 1 januari 1965, var en österrikisk konståkare.
Wrede blev olympisk bronsmedaljör i konståkning vid vinterspelen 1928 i Sankt Moritz.